# Bréiner Castillo
Bréiner Castillo (Barbacoas, Nariño, Colombia; 5 de mayo de 1978) es un exfutbolista colombiano que jugaba de guardameta. Actualmente es entrenador de arqueros del Deportes Tolima de la Categoría Primera A.

## Trayectoria

### Deportivo Cali
Debutó en la temporada 1997 siendo dirigido por el entrenador Reinaldo Rueda, y fue suplente de Miguel Calero y del uruguayo Sergio Navarro. Su primer partido fue frente al Atlético Bucaramanga tras una expulsión de Navarro.

### Deportes Tolima
Jugó varias temporadas como arquero titular del Deportes Tolima, saliendo del club a mediados de 2010.

### Medellín
En el 2011 ficha con el Deportivo Independiente Medellín.

### Real Cartagena
Luego (2012) con el Real Cartagena a la Categoría Primera B.

### Táchira
Para el 2013 ficha por un año por el Deportivo Táchira de Venezuela.

## Selección Colombia

### Participaciones enCopas América
| Copa América           | Sede                   | Resultado              | PJ                           | GR | VI |
| ---------------------- | ---------------------- | ---------------------- | ---------------------------- | -- | -- |
| Copa América 2004      | Perú                   | Cuarto puesto          | 0 (6 partidos como suplente) | 0  | 0  |
| Copa América 2011      | Argentina              | Cuartos de final       | 0 (4 partidos como suplente) | 0  | 0  |
| Total en Copas América | Total en Copas América | Total en Copas América | 0                            | 0  | 0  |

### Participaciones enEliminatorias al Mundial
| Eliminatoria                         | Sede del Mundial | Posición      | Resultado   | PJ                                | GR | VI |
| ------------------------------------ | ---------------- | ------------- | ----------- | --------------------------------- | -- | -- |
| Eliminatorias Mundial de Brasil 2014 | Brasil           | 2°lugar 30pts | Clasificado | 0 (5 convocatorias como suplente) | 0  | 0  |

## Clubes

### Como jugador
| Club                   | País      | Año         |
| ---------------------- | --------- | ----------- |
| Deportivo Cali         | Colombia  | 1997 - 2001 |
| Millonarios            | Colombia  | 2002        |
| Deportivo Cali         | Colombia  | 2003 - 2004 |
| Aucas                  | Ecuador   | 2005        |
| Atlético Nacional      | Colombia  | 2005 - 2006 |
| Deportivo Cali         | Colombia  | 2006 - 2008 |
| Deportes Tolima        | Colombia  | 2008 - 2010 |
| Independiente Medellín | Colombia  | 2010 - 2012 |
| Real Cartagena         | Colombia  | 2012        |
| Deportivo Táchira      | Venezuela | 2013        |
| Boyacá Chicó           | Colombia  | 2014        |
| Envigado F. C.         | Colombia  | 2014 - 2016 |
| Atlético Huila         | Colombia  | 2017 - 2018 |

### Entrenador de arqueros
| Club                                    | País     | Año      |
| --------------------------------------- | -------- | -------- |
| Itagüí Leones                           | Colombia | 2019     |
| Divisiones menores de Atlético Nacional | Colombia | 2021     |
| Selección Sub-20 de Colombia            | Colombia | 2021-23  |
| Deportes Tolima                         | Colombia | 2024-act |

## Estadísticas como jugador

### Clubes
| Club                              | Div.          | Temporada     | Liga  | Liga  | Copas internacionales | Copas internacionales | Total | Total |
| Club                              | Div.          | Temporada     | Part. | Goles | Part.                 | Goles                 | Part. | Goles |
| --------------------------------- | ------------- | ------------- | ----- | ----- | --------------------- | --------------------- | ----- | ----- |
| Deportivo Cali · Colombia         | 1.ª           | 1997          | 1     | 0     | ―                     | ―                     | 1     | 0     |
| Deportivo Cali · Colombia         | 1.ª           | 1998          |       | 0     | ―                     | ―                     |       | 0     |
| Deportivo Cali · Colombia         | 1.ª           | 1999          |       | 0     | ―                     | ―                     |       | 0     |
| Deportivo Cali · Colombia         | 1.ª           | 2000          | 4     | 0     | ―                     | ―                     | 4     | 0     |
| Deportivo Cali · Colombia         | 1.ª           | 2001          | 1     | 0     | ―                     | ―                     | 1     | 0     |
| Deportivo Cali · Colombia         | 1.ª           | 2003          | 12    | 0     | ―                     | ―                     | 12    | 0     |
| Deportivo Cali · Colombia         | 1.ª           | 2004          | 38    | 0     | 10                    | 0                     | 48    | 0     |
| Deportivo Cali · Colombia         | 1.ª           | 2006          | 2     | 0     | ―                     | ―                     | 2     | 0     |
| Deportivo Cali · Colombia         | 1.ª           | 2007          | 6     | 0     | ―                     | ―                     | 6     | 0     |
| Deportivo Cali · Colombia         | 1.ª           | 2008          | 4     | 0     | ―                     | ―                     | 4     | 0     |
| Deportivo Cali · Colombia         | Total club    | Total club    | 68    | 0     | 10                    | 0                     | 78    | 0     |
| Millonarios · Colombia            | 1.ª           | 2002          | 5     | 0     | ―                     | ―                     | 5     | 0     |
| Millonarios · Colombia            | Total club    | Total club    | 5     | 0     | 0                     | 0                     | 5     | 0     |
| Aucas · Ecuador                   | 1.ª           | 2005          | 18    | 0     | ―                     | ―                     | 18    | 0     |
| Aucas · Ecuador                   | Total club    | Total club    | 18    | 0     | 0                     | 0                     | 18    | 0     |
| Atlético Nacional · Colombia      | 1.ª           | 2005          | 5     | 0     | 2                     | 0                     | 7     | 0     |
| Atlético Nacional · Colombia      | 1.ª           | 2006          | 1     | 0     | 3                     | 0                     | 4     | 0     |
| Atlético Nacional · Colombia      | Total club    | Total club    | 6     | 0     | 5                     | 0                     | 11    | 0     |
| Deportes Tolima · Colombia        | 1.ª           | 2008          | 20    | 0     | ―                     | ―                     | 20    | 0     |
| Deportes Tolima · Colombia        | 1.ª           | 2009          | 47    | 0     | ―                     | ―                     | 47    | 0     |
| Deportes Tolima · Colombia        | 1.ª           | 2010          | 20    | 0     | ―                     | ―                     | 20    | 0     |
| Deportes Tolima · Colombia        | Total club    | Total club    | 87    | 0     | 0                     | 0                     | 87    | 0     |
| Independiente Medellín · Colombia | 1.ª           | 2010          | 15    | 0     | ―                     | ―                     | 15    | 0     |
| Independiente Medellín · Colombia | 1.ª           | 2011          | 33    | 0     | ―                     | ―                     | 33    | 0     |
| Independiente Medellín · Colombia | 1.ª           | 2012          | 17    | 0     | ―                     | ―                     | 17    | 0     |
| Independiente Medellín · Colombia | Total club    | Total club    | 65    | 0     | 0                     | 0                     | 65    | 0     |
| Real Cartagena · Colombia         | 1.ª           | 2012          | 14    | 0     | ―                     | ―                     | 14    | 0     |
| Real Cartagena · Colombia         | Total club    | Total club    | 14    | 0     | 0                     | 0                     | 14    | 0     |
| Deportivo Táchira · Venezuela     | 1.ª           | 2013-I        | 20    | 0     | ―                     | ―                     | 20    | 0     |
| Deportivo Táchira · Venezuela     | 1.ª           | 2013-II       | 17    | 0     | ―                     | ―                     | 17    | 0     |
| Deportivo Táchira · Venezuela     | Total club    | Total club    | 37    | 0     | 0                     | 0                     | 37    | 0     |
| Boyacá Chicó · Colombia           | 1.ª           | 2014          | 18    | 0     | ―                     | ―                     | 18    | 0     |
| Boyacá Chicó · Colombia           | Total club    | Total club    | 18    | 0     | 0                     | 0                     | 18    | 0     |
| Envigado FC · Colombia            | 1.ª           | 2014          | 15    | 0     | ―                     | ―                     | 15    | 0     |
| Envigado FC · Colombia            | 1.ª           | 2015          | 37    | 0     | ―                     | ―                     | 37    | 0     |
| Envigado FC · Colombia            | 1.ª           | 2016          | 16    | 0     | ―                     | ―                     | 16    | 0     |
| Envigado FC · Colombia            | Total club    | Total club    | 68    | 0     | 0                     | 0                     | 68    | 0     |
| Atlético Huila · Colombia         | 1.ª           | 2017          | 34    | 0     | ―                     | ―                     | 34    | 0     |
| Atlético Huila · Colombia         | 1.ª           | 2018          | 2     | 0     | ―                     | ―                     | 2     | 0     |
| Atlético Huila · Colombia         | Total club    | Total club    | 36    | 0     | 0                     | 0                     | 36    | 0     |
| Total carrera                     | Total carrera | Total carrera | 422   | 0     | 15                    | 0                     | 437   | 0     |

### Selección
| Selección                                                | Temporada                  | Amistosos | Amistosos | Amistosos | Sudamérica1) | Sudamérica1) | Sudamérica1) | Mundial | Mundial | Mundial | Total | Total | Total | Media goleadora |
| Selección                                                | Temporada                  | PJ        | GR        | Imb.      | PJ           | GR           | Imb.         | PJ      | GR      | Imb.    | PJ    | GR    | Imb.  | Media goleadora |
| -------------------------------------------------------- | -------------------------- | --------- | --------- | --------- | ------------ | ------------ | ------------ | ------- | ------- | ------- | ----- | ----- | ----- | --------------- |
| Mayores · Colombia                                       | 2004                       | —         | —         | —         | 0            | -0           | 0            | —       | —       | —       | 0     | -0    | 0     | 0               |
| Mayores · Colombia                                       | 2005                       | 2         | -2        | 0         | —            | —            | —            | —       | —       | —       | 2     | -2    | 0     | 1               |
| Mayores · Colombia                                       | 2010                       | 2         | -2        | 0         | —            | —            | —            | —       | —       | —       | 2     | -2    | 0     | 1               |
| Mayores · Colombia                                       | 2011                       | —         | —         | —         | 0            | -0           | 0            | —       | —       | —       | 0     | -0    | 0     | 0               |
| Mayores · Colombia                                       | Total                      | 4         | -4        | 0         | 0            | -0           | 0            | 0       | 0       | 0       | 4     | -4    | 0     | 1               |
| Total Selecciones Colombia                               | Total Selecciones Colombia | 4         | -4        | 0         | 0            | -0           | 0            | 0       | 0       | 0       | 4     | -4    | 0     | 1               |
| (1) Incluye los partidos de la Copa América 2004 y 2011. |                            |           |           |           |              |              |              |         |         |         |       |       |       |                 |

## Palmarés

### Títulos nacionales
| Título                | Club           | País     | Año     |
| --------------------- | -------------- | -------- | ------- |
| Campeonato colombiano | Deportivo Cali | Colombia | 1995-96 |
| Campeonato colombiano | Deportivo Cali | Colombia | 1998    |